# Гемимериды
Гемимериды (лат. Hemimerida или Hemimerina, в зависимости от ранга) — подотряд уховёрток.

## Внешний облик
Бескрылые и безглазые эктопаразиты грызунов с уплощённым телом. Ротовые органы грызущие, направлены вниз. Усики короткие, нитевидные. Переднеспинка большая, ноги специализированные, короткие, их голени на вершине снаружи с вдавлением для вкладывания 3-члениковых лапок. Брюшко заканчивается у самки VII стернитом, IX стернит самца превращён в асимметричную генитальную пластинку, несет стилевидный непарный выступ. Церки длинные, мягкие, одночлениковые, в волосках. Длина без церок 8 — 14 мм.

## Распространение и биология
Гемимериды распространены только в тропической Африке, где паразитируют на грызунах рода Cricetomys. Живут среди волосяного покрова, быстро скользя в нём, подобно блохам. Питаются, видимо, производными кожного эпидермиса. Живородящи.

## Классификация и систематическое положение
В большинстве советских систем насекомых гемимериды считались отдельным отрядом насекомых, хотя и оставались в одном надотряде с уховёртками. Однако многие энтомологи признают выделение столь маленького отряда неоправданным, и в общепринятых системах гемимериды включаются в отряд кожистокрылых в качестве подотряда. С уховёртками их сближают 3-члениковые лапки, строение вершины брюшка, половой аппарат самца и другое.
У гемимерид выделяют единственное семейство Hemimeridae с 1-2 родами (до 12 видов).